# Quemedice piracuruca
Quemedice piracuruca là một loài nhện trong họ Sparassidae.
Loài này thuộc chi Quemedice. Quemedice piracuruca được miêu tả năm 2008 bởi Rheims, Labarque & M. J. Ramírez.